# Волайта
Волайта — адміністративна зона в Ефіопії. Він названий на честь народу волайта, чия батьківщина розташована в цьому районі. Волайта межує на півдні з зоною Гамо, на заході з річкою Омо, яка відокремлює її від Дауро, на північному заході з зоною Кембата та спеціальним воредою Тембаро, на півночі з Хадія, на північному сході з регіоном Оромія, на північ від річки Білате, що відокремлює його від регіону Сідама, і на південний схід від озера Абая, що відокремлює його від регіону Оромія. Адміністративний центр Волайти — Волайта Содо. Інші великі міста включають Арака, Бодіті, Тебела, Бейл Хавасса, Гесуба, Гунуно, Бедесса і Дімту. 

## Демографія
Згідно з прогнозом чисельності населення Ефіопського центрального статистичного агентства (CSA) на 2021 рік, загальна чисельність населення території становить 6 142 063 людини на площі 4 208,64 км². Із загальної чисельності населення області жіноче населення становить 3 115 050 осіб, а чоловіче – 3 027 013 осіб.